# 早乙女バッハ
早乙女 バッハ（さおとめ バッハ、1967年8月2日 - ）は、千葉県船橋市出身の日本の俳優、パフォーマーである。

## 来歴
千葉県立船橋芝山高等学校を卒業した。体を壊し柔道を引退して後に、タップダンス、フラメンコなどのダンスを始め、ライブやイベントのステージに立ち始めた。芝居デビュー作は2007年の「透明人間レディ」、映画デビュー作は2010年の「愛幻蝶〜嬢王への道」である。

## 人物
柔道三段である。血液型はA型、身長は160センチメートルである。思想的にはリベラル寄りで、南京虐殺否定論者や関東大震災における在日朝鮮人虐殺否定論者とSNS上で議論したり、パレスチナやウクライナの反戦デモにも参加。その様子をSNSにアップしたりしている。

## 出演

### 映画
- 愛幻蝶〜嬢王への道（2011年）
- スマグラー（2011年）
- ハラがコレなんで（2011年）
- ぱぴぃオールドマン（2012年）
- 希望の国（2012年）
- 耳かきの女（2012年）
- モンスター（2013年）
- ふきだまりの女（2013年）
- 山崎ファミリア（2013年）
- ピンク・ゾーン２　淫乱と円盤（2018年11月9日、オーピー映画）- 尾形明 役[1]

### テレビドラマ
- プロポーズ兄弟（2011年、フジテレビ）
- 梅ちゃん先生（2012年、NHK）
- ご縁ハンター（2013年、NHK）
- ロンググッドバイ（2014年、NHK）
- トットチャンネル（2016年、NHK）
- ひよっこ（2017年、NHK）
- CROW'S BLOOD（2017年、Hulu）
- プラージュ（2017年、WOWOW）

### Vシネマ
- デコトラギャル美菜（2011年）
- 樹海鬼ごっこ（2012年）
- マタギ・ウォーZ（2013年）

### 舞台
- 透明人間レディ（シアターグリーン）
- 戦禍の桜
- ストリッパー
- 超極秘事項
- 振り込まれ詐欺
- もう一つの選挙